# Sinostrangalis manipurensis
Sinostrangalis manipurensis är en skalbaggsart som först beskrevs av Charles Joseph Gahan 1906.  Sinostrangalis manipurensis ingår i släktet Sinostrangalis och familjen långhorningar. Inga underarter finns listade i Catalogue of Life.